# Severino Gazzelloni
Severino Gazzelloni (de son vrai nom Gazzellone, né le 5 janvier 1919 à Roccasecca et mort le 21 novembre 1992 à Cassino) est un flûtiste italien.

## Biographie
Né à Roccasecca en 1919, il commence à jouer de la flûte dans l'orchestre d'harmonie de sa ville à l'âge de 7 ans, à l'instigation de son père, tailleur, qui jouait du piccolo.
Diplômé de l'Académie nationale Sainte-Cécile en 1942, il est l'un des pionniers de la musique de flûte en Italie, et, grâce à lui, cet instrument devient mieux connu sur tout le territoire national.
Il fonde en 1969 un trio avec Guido Agosti et Enrico Mainardi. La Sequenza I (1958) pour flûte seule de Luciano Berio lui est dédiée, ainsi que Gymel (1960) pour flûte et piano, de Niccolò Castiglioni.
Il décède à Cassino en 1992. Son instrument appartient aujourd'hui à la flûtiste Elena Cecconi.

## Filmographie
- 1980 : "FF.SS." - Cioè: "...che mi hai portato a fare sopra a Posillipo se non mi vuoi più bene?"